# David Lean
David Lean (Croydon, Londres, 25 de marzo de 1908-Limehouse, 16 de abril de 1991) fue un laureado director de cine británico, autor de películas clásicas de culto como El puente sobre el río Kwai (1957), Lawrence de Arabia (1962), Doctor Zhivago (1965) o La hija de Ryan (1970).

## Biografía

### Primeros años y educación
Lean nació en el n.° 38 de Blenheim Crescent, en Croydon, Surrey (ahora parte del Gran Londres), hijo de Francis William le Blount Lean y Helena Tangye (sobrina de Sir Richard Trevithick Tangye). Sus padres eran cuáqueros y él estudió en el Leighton Park School, fundada por cuáqueros en Reading (Berkshire). Su hermano menor, Edward Tangye Lean (1911–1974), fundó el club literario Inklings cuando estudió en la Universidad de Oxford. Lean era un colegial poco entusiasta con una naturaleza soñadora que fue calificado de "fracaso" como estudiante. Abandonó el colegio en la Navidad de 1926 a la edad de 18 años e ingresó en la compañía de contabilidad de su padre como aprendiz. Un suceso más importante para su carrera que su educación formal fue el regalo de un tío de una cámara Kodak Brownie cuando tenía diez años. «Normalmente no le dabas una cámara a un niño hasta que tenía 16 o 17 años en esos días. Fue un gran cumplido y lo logré», dijo acerca de este suceso. Lean imprimió y desarrolló sus películas, y fue su 'gran pasatiempo'. En 1923, su padre abandonó a la familia y Lean luego seguiría un camino similar después de su primer matrimonio e hijo.

## Carrera

### Periodo como montador
Aburrido de su trabajo, Lean iba cada día al cine y en 1927, después de que una tía le hubiera aconsejado que buscara un trabajo que le gustara, visitó Gaumont Studios, donde su obvio entusiasmo le dio un trabajo sin cobrar. Fue contratado como chico de los encargos y pronto ascendió al cargo de tercer asistente de dirección. En los años 30, estuvo trabajando como editor de noticieros, incluido todos los de Gaumont Pictures y Movietone, mientras que su paso al largometraje comenzó con Freedom of the Seas (1934) y Escape Me Never (1935).
Se convirtió en montador de las producciones de Gabriel Pascal en dos obras de George Bernard Shaw, Pygmalion (1938) y Major Barbara (1941). También montó las obras 49th Parallel (1941) y One of Our Aircraft Is Missing (1942), de Powell y Pressburger. Después de este último filme, Lean comenzó su carrera como director, después de montar más de una veintena de largometrajes hasta 1942. Como escribió Tony Sloman en 1999: «Como los variados gustos de David Lean, Robert Wise, Terence Fisher y Dorothy Arzner han demostrado, las salas de corte son la mejor base para la dirección de una película». David Lean fue elegido miembro honorario del British Film Editors en 1968.

### Películas británicas
Su primer trabajo como director fue en colaboración con Noël Coward en In Which We Serve (1942), y posteriormente adaptó muchas obras de Coward para convertirlas en películas afamadas. Estos largometrajes fueron This Happy Breed (1944), Un espíritu burlón (1945) y Breve encuentro (1945), esta última con Celia Johnson y Trevor Howard como amantes clandestinos discretos, divididos entre su pasión impredecible y sus respectivos matrimonios ordenados de clase media en los suburbios de Inglaterra. La película recibió los honores del Gran Premio en el Festival Internacional de Cine de Cannes de 1946 y le valió a Lean sus primeras nominaciones a los Óscar de la Academia en las categorías de dirección y guion adaptado, mientras que Celia Johnson fue nominada a mejor actriz. Desde entonces se ha convertido en un clásico y una de las películas británicas más respetadas.
Posteriormente, se encargó de dos adaptaciones de Charles Dickens, Grandes esperanzas (1946) y Oliver Twist (1948). David Shipman escribió en The Story of Cinema: Volume Two (1984): "De las otras películas de Dickens, solo el David Copperfield de Cukor se acerca a la excelencia de este par, en parte porque su casting también fue casi perfecto". Estos dos filmes fueron protagonizados por Alec Guinness, al que consideraba como su "amuleto de buena suerte". El retrato del actor como Fagin fue controvertido en su tiempo. La primera proyección en Berlín en febrero de 1949 ofendió a la comunidad judía superviviente y provocó disturbios. También causó problemas en Nueva York, y después de proyecciones privadas, la cinta fue condenada por la Liga Antidifamación y la Junta Americana de Rabinos. "Para nuestra sorpresa, fue acusada de ser antisemita", escribió Lean. "Hicimos de Fagin algo grande y, esperamos, un divertido villano judío". Los términos del Código Hays significaban que el lanzamiento de la película en los Estados Unidos se retrasara hasta julio de 1951, después de unos recortes de ocho minutos.
Su siguiente película fue Amigos apasionados (1949), un típico romance pero en el que trabaja por primera vez con Claude Rains, que interpretaba al marido de la mujer (Todd) desgarrado entre él y una vieja llama (Howard). Amigos apasionados fue el primero de los tres trabajos que realizó con la actriz Ann Todd, que se convirtió en su tercera mujer. Madeleine (1950) fue su siguiente cinta, en la que narra una Cause célèbre producida en la Glasgow victoriana de 1857, con el personaje de Todd también como protagonista. "Una vez más", según el crítico David Thomson, "Lean se conforma con la apremiante necesidad de propiedad, pero no antes de que la película haya sometido a sus personajes y al público a un juego de sentimientos contradictorios". El último de los largometrajes sobre Todd, La barrera del sonido (1952), provenía de una obra teatral de Terence Rattigan y fue el primer trabajo de los tres que haría con London Films de Alexander Korda. El déspota (1954), con Charles Laughton al frente del reparto, estaba basada en la obra homónima de Harold Brighouse.

### Películas internacionales

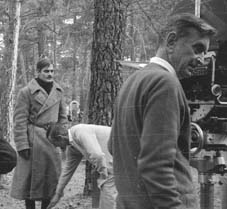
David Lean y Omar Sharif preparando una toma de Doctor Zhivago en el pinar de San Leonardo de Yagüe, en la provincia de Soria (España).

Locuras de verano (1955) marcó el inicio internacional para Lean. Fue financiado en parte por los estadounidenses, aunque nuevamente fue para la London Films de Korda. La película presenta a Katharine Hepburn en el papel principal, como una mujer estadounidense de mediana edad que tiene un romance durante sus vacaciones en Venecia. La cinta fue filmada completamente en dicha ciudad italiana.

#### Películas paraColumbiaySam Spiegel
Las películas de Lean ahora comenzaron a ser menos frecuentes pero mucho más grandes en escala y más ampliamente lanzadas internacionalmente. El puente sobre el río Kwai (1957) estaba basada en la novela de Pierre Boulle, relatando la historia de prisioneros de guerra británicos y estadounidenses que intentan sobrevivir en un campo de prisioneros japonés durante la Segunda Guerra Mundial. El filme está protagonizado por William Holden y Alec Guinness y se convirtió en la película más taquillera de 1957 en los Estados Unidos. Ganó siete Premios Óscar, incluido el de Mejor película, Mejor director y  Mejor actor, para Alec Guinness, quien había luchado con Lean para darle más profundidad a su papel como un comandante británico obsesivamente correcto que está decidido a construir el mejor puente posible para sus captores japoneses en Birmania.
Después de una larga temporada de localizaciones en Oriente Medio, el Norte de África, España y algunos sitios más, Lean realiza Lawrence de Arabia en 1962. Este fue el primer proyecto de Lean con un guion del dramaturgo Robert Bolt y reescrito con Michael Wilson (uno de los guionistas incluidos en la lista negra por El puente sobre el río Kwai). Esta película cuenta la historia real de T. E. Lawrence, un oficial británico que se representa en la película como uniendo a los disputados pueblos beduinos de la península árabe para luchar en la Primera Guerra Mundial y luego presionar por su independencia.
Después de algunas dudas y de conflictos con el director en El puente sobre el río Kwai, Alec Guinness aparició nuevamente en una cuarta colaboración con David Lean. En esta ocasión, aparece como el líder árabe, el príncipe Faisal. El compositor Maurice Jarre, en su primera colaboración con Lean, creó una partitura cinematográfica con un tema de gran fama y con el que ganó su primer Óscar a la mejor Banda sonora original. La película convirtió al actor Peter O'Toole, interpretando a Lawrence, en una estrella internacional. El filme fue nominado a diez premios Óscar y ganó siete, incluyendo el de Mejor película y el segundo de Lean como Mejor director. De esta forma, sigue siendo el único director británico en ganar más de una vez el Óscar a la mejor dirección.

#### ParaMGM
Lean volvió aconseguir otro éxito en taquilla con Doctor Zhivago (1965), un romance situado en la Revolución rusa. La película, basada en la novela del Premio Nobel Borís Pasternak, cuenta la historia de un médico y poeta brillante y afectuoso (Omar Sharif) que, aunque aparentemente está felizmente casado con una aristócrata rusa, se enamora de una hermosa joven madre abandonada llamada Lara (Julie Christie) y lucha por estar con ella en el caos de la revolución bolchevique y la posterior guerra civil rusa.
Inicialmente, las críticas de Doctor Zhivago fueron tibias, pero desde entonces los críticos la han visto como una de las mejores películas de Lean, y el director de cine Paul Greengrass la denominó "una de las grandes obras maestras del cine". En 2015 era la octava película más taquillera de todos los tiempos, ajustada por inflación. El productor Carlo Ponti usó la exuberante partitura romántica de Maurice Jarre para crear una melodía pop llamada "Lara's Theme", que se convirtió en una canción de éxito internacional con letras bajo el título "Somewhere My Love", uno de los temas musicales más exitosos del cine. El director de fotografía británico Freddie Young, por su parte, ganó un Premio Óscar por su cinematografía en color. Casi al mismo tiempo, Lean también dirigió algunas escenas de The Greatest Story Ever Told (1965), mientras que George Stevens estaba comprometido con el trabajo de localización en Nevada.
La siguiente película de Lean fue La hija de Ryan (1970), lanzada después de un período prolongado de filmación en Irlanda. Un romance ambientado en el contexto de las luchas de Irlanda en 1916 contra los británicos, está basada libremente en Madame Bovary, de Gustave Flaubert. La cinta fue protagonizada por el viejo 'chico malo' de Hollywood Robert Mitchum en un papel poco característico, como un marido irlandés sufridor, y la actriz británica Sarah Miles como su joven esposa infiel. La película recibió muchas menos críticas positivas que el trabajo anterior del director, siendo particularmente criticada por los críticos de Nueva York. Algunos críticos sintieron que la escala visual masiva de la película en hermosas playas irlandesas y el tiempo de ejecución prolongado no se adaptaban a su narrativa romántica a pequeña escala. Sin embargo, la película fue un éxito de taquilla, ganando 31 millones de dólares y convirtiéndose en la octava película más taquillera de ese año. Ganó dos Premios Óscar al año siguiente, otro para el director de fotografía Freddie Young y uno para el actor de reparto John Mills, por su papel del joven tonto del pueblo.
La mala acogida crítica de la película llevó a Lean a reunirse con la Sociedad Nacional de Críticos de Cine, en el Hotel Algonquin en Nueva York, acompañado de la reportera de The New Yorker Pauline Kael, y preguntarles por qué se opusieron a la película. "Noté problemas desde el momento en que me senté", dijo Lean sobre el ahora famoso almuerzo. El crítico de la revista Time Richard Schickel le preguntó a Lean cómo él, el director de Breve encuentro, podría haber hecho "una mierda" como La hija de Ryan. Estos críticos desgarraron la película durante dos horas a la cara de David Lean, que quedó tan hundido que se desanimó de hacer películas durante mucho tiempo. "Simplemente hicieron pedazos la película", dijo Lean en una entrevista televisiva posterior. "Realmente tuvo un efecto tan terrible en mí durante varios años... comienzas a pensar que tal vez tengan razón. ¿Por qué demonios estoy haciendo películas si no tengo que hacerlo? Derrumba terriblemente la confianza en uno mismo", afirmó el director.

### Últimos años y proyectos inacabados
Entre 1977 y 1980, Lean y Robert Bolt trabajaron en la adaptación de Captain Bligh and Mr. Christian, una versión de Richard Hough del Motín a bordo. Originalmente se lanzaría como una película de dos partes, una llamada The Lawbreakers, que trataba sobre el viaje a Tahití y el posterior motín, y la segunda llamada The Long Arm, que se centraba en el viaje de los amotinados después del motín, así como la respuesta del almirantazgo al enviar la fragata HMS Pandora, en la que algunos de los amotinados fueron encarcelados. Lean no pudo encontrar el respaldo financiero para ambas películas después de que Warner Bros. se retirara del proyecto, y decidió centrarla en una serie de televisión de siete partes antes de obtener el respaldo del magnate italiano Dino De Laurentiis. El proyecto tuvo un nuevo revés cuando Bolt sufrió un grave accidente cerebrovascular y no pudo seguir escribiendo. El director sintió que la participación de Bolt sería crucial para el éxito de la película. Melvyn Bragg terminó escribiendo una parte considerable del guion.
Lean se vio obligado a abandonar el proyecto después de supervisar el casting y la construcción de la réplica del Bounty de 4 millones de dólares. En el último momento posible, el actor Mel Gibson trajo a su amigo Roger Donaldson para dirigir la película, ya que el productor De Laurentiis no quería perder los millones que ya había puesto en el proyecto. La película fue lanzada finalmente con el título de Rebelión a bordo.
Lean se embarcó luego en un proyecto que había seguido desde 1960, una adaptación cinematográfica de Pasaje a la India (1984), basada en la novela homónima de E.M. Forster en la que se narran los conflictos coloniales en la India ocupada por los británicos. Completamente rodada en el subcontinente indio, esta se convirtió en su última película completa. Rechazó un borrador de Santha Rama Rau, responsable de la adaptación teatral y del guionista preferido de Forster, y escribió el guion él mismo. Además, Lean también editó la película con el resultado de que sus tres papeles en la producción (escritor, editor, director) obtuvieron el mismo estatus en los créditos.
Lean reclutó colaboradores de siempre para el elenco y el equipo, incluidos Maurice Jarre (quien ganó otro Premio Óscar), Alec Guinness en su sexto y último papel para Lean, como un excéntrico brahmán hindú, y John Box, el diseñador de producción de Dr. Zhivago . Al contrario de la respuesta crítica en La hija de Ryan, la película se estrenó con críticas universalmente entusiastas y fue nominada para once Premios Óscar, con el propio Lean nominado para tres Óscar: al mejor director, al mejor montaje y al mejor guion adaptado. Su estrella femenina, en el complejo papel de una joven británica confundida que acusa falsamente a un hombre indio de violación, le valió a la actriz australiana Judy Davis su primera nominación al Óscar. Peggy Ashcroft, como la sensible señora Moore, ganó el Óscar a la mejor actriz de reparto, convirtiéndola, a los 77 años, en la actriz más veterana en ganar ese premio. Según el reconocido crítico Roger Ebert, es "una de las mayores adaptaciones a la pantalla grande que he visto". Sin embargo esta fue desgraciadamente también la última.
Lean fue contratado luego por Warner Bros. para dirigir una adaptación de la novela autobiográfica J. G. Ballard El imperio del sol, después de que el director Harold Becker dejara el proyecto. Steven Spielberg fue contratado como productor para Lean, pero luego asumió el papel de director cuando Lean abandonó el proyecto. Spielberg se sintió atraído por la idea de hacer la película debido a su admiración desde hace mucho tiempo por Lean y sus películas.
Durante los últimos años de su vida, Lean tuvo en preproducción una versión cinematográfica de la obra de Joseph Conrad Nostromo. Para este proyecto reunió un elenco de estrellas que incluía a Marlon Brando, Paul Scofield, Anthony Quinn, Peter O'Toole, Christopher Lambert, Isabella Rossellini y Dennis Quaid, con Georges Corraface como el personaje del título. Lean también quería que Alec Guinness interpretara al Doctor Monyghan, pero el anciano actor lo rechazó en una carta de 1989: "Creo que sería un casting desastroso. Lo único del papel que podría haber hecho bien es el lisiado paseo en forma de cangrejo". Al igual que con El imperio del sol, Steven Spielberg se unió como productor con el respaldo de Warner Bros., pero después de varias reescrituras y desacuerdos en el guion, dejó el proyecto y fue reemplazado por Serge Silberman, un respetado productor de Greenwich Film Productions.
El proyecto Nostromo involucró a varios escritores, incluidos Christopher Hampton y Robert Bolt, pero su trabajo fue abandonado. Al final, Lean decidió escribir la película él mismo con la ayuda de Maggie Unsworth (esposa del renombrado director de fotografía Geoffrey Unsworth), con quien había trabajado en los guiones de Breve encuentro, Grandes expectativas, Oliver Twist y Amigos apasionados. Originalmente, Lean consideró filmar en México, pero luego decidió filmar en Londres y Madrid, en parte para asegurar a O'Toole, que había insistido en que solo participaría si la película se rodaba cerca de su hogar. Nostromo tenía un presupuesto total de 46 millones de dólares y faltaban seis semanas para la filmación en el momento de la muerte de Lean de cáncer de garganta y su entierro en el Cementerio de Putney Vale. Se rumoreaba que su amigo, el director de cine John Boorman tomaría la dirección, pero la producción se derrumbó. Nostromo finalmente se adaptó para la pantalla pequeña como una miniserie de la BBC en 1997.

## Vida privada y honores
Lean fue residente de Limehouse, East London. Su casa en Narrow Street todavía es propiedad de la familia. Su guionista y productor habitual Norman Spencer ha dicho que Lean era un "gran mujeriego" y afirmó: "Que yo sepa, estuvo con casi 1,000 mujeres". Se casó seis veces, tuvo un hijo (Peter Lean, producto de su primer matrimonio) y al menos dos nietos, de los cuales estaba completamente separado, y se divorció cinco veces. Le sobrevivió su última esposa, la marchante de arte Sandra Cooke, coautora (con Barry Chattington) de David Lean: un retrato íntimo (2001).
Su seis esposas fueron:
- Isabel Lean (28 de junio de 1930 – 1936)
- Kay Walsh (23 de noviembre de 1940 – 1949)
- Ann Todd (21 de mayo de 1949 – 1957)
- Leila Matkar (4 de julio de 1960 – 1978) (de Hyderabad, India); su matrimonio más largo[19][20]
- Sandra Hotz (28 de octubre de 1981 – 1984)
- Sandra Cooke (15 de diciembre de 1990 – hasta su muerte)

Lean fue nombrado Comandante de la Orden del Imperio Británico (CBE) en 1953, y fue nombrado caballero por sus contribuciones y servicios a las artes en 1984. Lean recibió el Premio del American Film Institute en 1990. En 2012, Lean fue considerado icono cultural británico seleccionado por el artista Sir Peter Blake al aparecer en la famosa portada del álbum de The Beatles Sgt. Pepper's Lonely Hearts Club Band, donde Blake colocó a los artistas británicos que más admiraba.
En 1999, el British Film Institute compiló la lista de las 100 mejores películas británicas del siglo XX y en la que aparecen siete filmes de Lean:
- Breve encuentro (#2)
- Lawrence de Arabia (#3)
- Grandes esperanzas (#5)
- El puente sobre el río Kwai (#11)
- Doctor Zhivago (#27)
- Oliver Twist (#46)
- In Which We Serve (#92)

Además, la lista del American Film Institute "100 Years...100 Movies" puso a Lawrence de Arabia en quinto lugar, El puente sobre el río Kwai en decimotercer lugar y a Doctor Zhivago en la posición 39. En 2007, esta lista se modificó y Lawrence of Arabia pasó a estar en séptima posición y El puente sobre el rio Kwai se ubicó en el lugar 36.
Lean dirigió más películas que ganaron el Premio Óscar a la mejor fotografía que cualquier otro director, con cinco victorias de seis nominaciones (Grandes esperanzas, El río sobre el rio Kwai, Lawrence de Arabia, Doctor Zhivago y La hija de Ryan - la última nominación fue para  Pasaje a la India).

## Estilo e influencia
Como el propio Lean señaló, sus películas a menudo eran admiradas por otros directores como una muestra del arte del cineasta. En The Rough Guide to Film, Tom Charity escribe:
Alfred Hitchcock, Michael Powell y David Lean: los tres grandes cineastas británicos de su generación nacieron en un radio de cincuenta millas y con solo nueve años de diferencia. Cada uno de ellos sirvió como aprendiz en la era del silencio, aprendió su oficio de abajo hacia arriba, demostró su temple en sus treinta años y alcanzó un pico creativo en la mediana edad (...) Lean fue ante todo un excelente artesano. En los años anteriores a la guerra desarrolló una reputación como el mejor editor del país. Sus películas se distinguen por su control del ritmo y el uso astuto del contrapunto. La cámara de Lean es más discreta que la de Hitchcock o Powell, y aunque era famoso por su sentido compositivo perfeccionista, su ojo era más convencional. Es en el corte que sientes tanto el ardor romántico como la represión que crean la tensión central en su trabajo.
Steven Ross escribió que las películas de Lean "revelan una visión consistentemente trágica de la sensibilidad romántica que intenta ir más allá de las limitaciones y restricciones de la vida cotidiana", y que tienden a presentar "historias íntimas de un grupo de personajes muy unidos [cuyo] destino están indirectamente pero poderosamente moldeados por los acontecimientos que sacuden la historia a su alrededor". Además observa que, en su trabajo, "el escenario [se usa] como una presencia tan dramática y temática como cualquier personaje de la película". Michael Newton de The Guardian, analizando  Breve encuentro y Doctor Zhivago, dijo: "Hoy, 50 años después, podemos ver cómo la escala de Doctor Zhivago forma la medida de su atractivo y su belleza parecen intrínsecos a una de las virtudes del cine. Con Charlie Chaplin, Alfred Hitchcock y Michael Powell, Lean es uno de los mejores directores de cine que ha producido este país. Como todos ellos, es un romántico y el romanticismo fue su tema. Además del florecimiento y la ruptura de los deseos desordenados, el atractivo de la belleza, la aventura y la vida sin trabas. Ambas películas demuestran la imposibilidad de que un amor ilícito encuentre un lugar en el mundo. En resumen, Breve encuentro es sobre las convenciones sociales y la decencia. El romance florece solo para ser desgastado por la charla de conocidos casuales. En Doctor Zhivago, es la historia y el ámbito político lo que demuestra ser el enemigo del amor".
Lean también era conocido por su enfoque perfeccionista en el cine; el director Claude Chabrol declaró que Lean y él eran los únicos directores que trabajaban en ese momento y que estaban preparados para esperar "para siempre" la puesta de sol perfecta, pero mientras que Chabrol midió "para siempre" en términos de días, Lean lo hizo "en términos de meses".
Steven Spielberg y Martin Scorsese, en particular, son fanes de las películas épicas de Lean y lo reclaman como una de sus principales influencias. Spielberg y Scorsese también ayudaron en la restauración de 1989 de Lawrence de Arabia, que había sido sustancialmente alterada tanto por el estudio en el estreno teatral como en particular en sus versiones televisadas. El relanzamiento teatral revivió en gran medida la reputación de Lean.
Muchos otros directores posteriores del siglo XX que han reconocido una influencia significativa de Lean incluyen Stanley Kubrick, George Lucas, Spike Lee, y Sergio Leone.
John Woo nombró Lawrence de Arabia como una de sus tres películas favoritas. El director Joe Wright cita los trabajos de Lean, particularmente Doctor Zhivago, como la principal influencia en su trabajo, como también lo hizo el director Christopher Nolan.
Sin embargo, el veredicto crítico no fue unánime. Por ejemplo, David Thomson, al escribir sobre Lean en su Nuevo diccionario biográfico de cine, comenta: 

De 1952 a 1991, hizo ocho películas y en solo una de ellas — me refiero a Lawrence de Arabia — es el espectáculo suficiente para enmascarar la retórica hueca de los guiones. Pero Lean antes de 1952 hizo ocho películas en diez años que son animadas, conmovedoras e inspiradoras: te dan ganas de salir y hacer películas, están tan enamoradas del poder de la pantalla y la combustión en la edición".

 El crítico de cine Bosley Crowther de The New York Times desestimó a Lawrence de Arabia como "una enorme y atronadora ópera de camellos que tiende a desvanecerse bastante mal a medida que avanza hacia la tercera hora y se involucra con la desilusión hosca y el engaño político". Al escribir sobre la misma película en The Village Voice, Andrew Sarris comentó que Lawrence de Arabia era "... simplemente otro espejismo costoso, aburrido, demasiado largo y fríamente impersonal... en general me resulta odiosamente calculadora y condescendiente..."

## Filmografía
- Sangre, sudor y lágrimas (1942)
- This Happy Breed (1944)
- Un espíritu burlón (1945)
- Breve encuentro (1945)
- Grandes esperanzas (1946)
- Oliver Twist (1948)
- Amigos apasionados  (1949)
- Madeleine (1950)
- The Sound Barrier (1952)
- El déspota (1954)
- Locuras de verano (1955)
- El puente sobre el río Kwai (1957)
- Lawrence de Arabia (1962)
- Doctor Zhivago (1965)
- La hija de Ryan (1970)
- Pasaje a la India (1984)

## Premios y nominaciones
Premios Óscar
| Año  | Categoría            | Trabajo nominado            | Resultado |
| ---- | -------------------- | --------------------------- | --------- |
| 1947 | Mejor Director       | Breve encuentro             | Nominado  |
| 1947 | Mejor guion adaptado | Breve encuentro             | Nominado  |
| 1948 | Mejor director       | Cadenas rotas               | Nominado  |
| 1948 | Mejor guion adaptado | Cadenas rotas               | Nominado  |
| 1956 | Mejor director       | Locuras de verano           | Nominado  |
| 1958 | Mejor director       | El puente sobre el río Kwai | Ganador   |
| 1963 | Mejor director       | Lawrence de Arabia          | Ganador   |
| 1966 | Mejor director       | Doctor Zhivago              | Nominado  |
| 1985 | Mejor director       | Pasaje a la India           | Nominado  |
| 1985 | Mejor guion adaptado | Pasaje a la India           | Nominado  |
| 1985 | Mejor montaje        | Pasaje a la India           | Nominado  |

Premios Globo de Oro
| Año  | Categoría            | Trabajo nominado            | Resultado |
| ---- | -------------------- | --------------------------- | --------- |
| 1958 | Mejor director       | El puente sobre el río Kwai | Ganador   |
| 1963 | Mejor director       | Lawrence de Arabia          | Ganador   |
| 1966 | Mejor director       | Doctor Zhivago              | Ganador   |
| 1985 | Mejor director       | Pasaje a la India           | Nominado  |
| 1985 | Mejor guion adaptado | Pasaje a la India           | Nominado  |

Festival Internacional de Cine de Cannes
| Año  | Categoría   | Trabajo nominado | Resultado |
| ---- | ----------- | ---------------- | --------- |
| 1946 | Gran Premio | Breve encuentro  | Ganador   |

Festival Internacional de Cine de Berlín
| Año  | Categoría  | Película   | Resultado |
| ---- | ---------- | ---------- | --------- |
| 1954 | Oso de Oro | El déspota | Ganador   |